# Tambakmerak
Tambakmerak is een bestuurslaag in het regentschap Bojonegoro van de provincie Oost-Java, Indonesië. Tambakmerak telt 2195 inwoners (volkstelling 2010).